# Billy Gabor
Pour les articles homonymes, voir Gabor.
William A. Gabor, dit Billy Gabor (né le 13 mai 1922 à Binghamton (État de New York) et mort le 4 juin 2019 à Jupiter (Floride)), est un joueur américain de basket-ball.

## Carrière
Arrière d'1,80 m, Billy Gabor évolua à l'université de Syracuse lors des années 1940. Il inscrivit une moyenne de 12,1 points par match lors de sa première année avant de rejoindre l'United States Army Air Corps en 1943. Il revint à Syracuse en 1945, disputant trois saisons supplémentaires, terminant avec un total de 1344 points.
Billy Gabor intégra la NBA en 1949 dans l'équipe des Syracuse Nationals. Il disputa six saisons avec Syracuse avant que des blessures ne l'obligent à mettre un terme à sa carrière. Gabor marqua 9,8 points de moyenne par match et participa à un NBA All-Star Game. Il remporta également le titre NBA avec Syracuse en 1955.

## Clubs
1948-1955 : Syracuse Nationals

## Palmarès
- 1953 : NBA All Star
- 1955 : Champion NBA

## Statistiques
- 2997 points
- 448 rebonds
- 626 passes